# Jens Lehmann (kolarz)
Jens Lehmann (ur. 19 grudnia 1967 w Stolbergu) – niemiecki kolarz torowy i szosowy, czterokrotny medalista olimpijski i wielokrotny medalista torowych mistrzostw świata.

## Kariera
Urodził się w NRD i do zjednoczenia Niemiec reprezentował barwy tego kraju. Specjalizował się w wyścigu na dochodzenie. Na igrzyskach debiutował w Barcelonie w 1992, po raz drugi wystartował osiem lat później w Sydney. Dwukrotnie zwyciężał w drużynowym wyścigu na dochodzenie (1992 i 2000), także dwukrotnie był drugi w rywalizacji indywidualnej. Wielokrotnie był mistrzem świata, indywidualnie i w drużynie.

## Starty olimpijskie (medale)
Barcelona 1992
- 4 km na dochodzenie (drużyna) –  złoto
- 4 km na dochodzenie (indywidualnie) –  srebro

Sydney 2000
- 4 km na dochodzenie (drużyna) –  złoto
- 4 km na dochodzenie (indywidualnie) –  srebro